# 1928 في مصر
فيما يلي قوائم الأحداث التي وقعت خلال عام 1928 في مصر.

## سياسة

### تعيين في المنصب
- 16 مارس – مصطفى النحاس رئيس الوزراء المصري.

### انتهاء فترة المنصب
- 16 مارس – عبد الخالق ثروت رئيس الوزراء المصري.
- 27 يونيو – مصطفى النحاس رئيس الوزراء المصري.

## أفلام
من الأفلام التي صدرت هذه السنة في مصر:
- 1 يناير – تحت سماء مصر من إخراج وداد عرفي.
- 30 مايو – سعاد الغجرية
- 22 أكتوبر – البحر بيضحك من إخراج إستفان روستي.
- 5 ديسمبر – فاجعة فوق الهرم من إخراج إبراهيم لاما.

## مواليد

### يناير
- 1 يناير – خليل عبد الكريم
- 1 يناير – عز الدين إبراهيم أستاذ جامعي سعودي.
- 1 يناير – هالة هرتسوغ

### فبراير
- 1 فبراير – محمد الراوي
- 22 فبراير – عائشة راتب

### مارس
- 28 مارس – عادل أدهم ممثل مصري.

### مايو
- 4 مايو – حسني مبارك رابع رئيس لجمهورية مصر العربية.

### يوليو
- 20 يوليو – محمد رشدي مغني مصري.
- 27 يوليو – لويس جريس كاتب وصحفي وناقد مصري.
- 28 يوليو – مهدي عاكف مرشد سابق لجماعة الاخوان.

### أكتوبر
- 10 أكتوبر – عبد التواب يوسف أديب ومُولف مصري ومترجم وناشر للمطبوعات الصادرة في المدرسة والجامعة.
- 10 أكتوبر – مصطفى العبادي مؤرخ مصري.
- 24 أكتوبر – نور الدالي لاعب كرة قدم مصري.
- 28 أكتوبر – محمد سيد طنطاوي شيخ الأزهر السابع والأربعون.

## وفيات

### يناير
- 1 يناير – محمد سعيد باشا (مواليد 1863)